# Alvorada
Alvorada là một đô thị thuộc bang Rio Grande do Sul, Brasil. Đô thị này có diện tích 70,811 km², dân số năm 2007 là 207142 người, mật độ 2925,28 người/km².